# Сідоров Володимир Анатолійович
Сідоров Володимир Анатолійович (нар. 2 січня 1952) — український біолог, член-кореспондент НАН України (1992), член-кореспондент УААН, доктор біологічних наук, головний науковий співробітник Інституту клітинної біології та генетичної інженерії НАН України
Дослідницькі інтереси: різноманітні аспекти селекції, структури та генетики рослин і їх клітин, використання культури клітин для покращення сільсько-господарських рослин

## Нагороди і відзнаки
- Державна премія УРСР (1989) за цикл робіт «Організація і експресія генетичного матеріалу в реконструйованих клітинних системах»
- Державна премія СРСР (1984) за цикл робіт «Разработка фундаментальных основ клеточной (генетической) инженерии растений»
- Премія ім. В. Я. Юр'єва (1992)